# Mesoiulus siculus
Mesoiulus siculus är en mångfotingart som först beskrevs av Filippo Silvestri 1902.  Mesoiulus siculus ingår i släktet Mesoiulus och familjen kejsardubbelfotingar. Inga underarter finns listade i Catalogue of Life.